# Passage Montgallet
Le passage Montgallet est une voie située dans le quartier de Picpus du 12e arrondissement de Paris, en France.

## Situation et accès
Le passage Montgallet est accessible à proximité par la ligne de métro 8 à la station Montgallet.

## Origine du nom
Le passage doit son nom à sa proximité avec la rue Montgallet qui porte le nom d'un ancien propriétaire local.

## Historique
Ce passage est ouvert et prend sa dénomination actuelle vers 1872. En 1967, lors de la rénovation de l'îlot Saint-Éloi, la partie du passage située entre la rue Sainte-Claire-Deville et la rue Érard a été supprimée.

## Bâtiments remarquables et lieux de mémoire
- Le passage donne accès à l'une des entrées du square Saint-Éloi.
- No 32 : c'est à cette adresse que les Brigades Spéciales arrêtent Georges Fauveau, dit « Raoul », et son épouse Odette[2], membres de l'Organisation spéciale du Parti communiste français (PCF) qui amènera l'arrestation de Pierre Rebière, à cette même adresse, quelques jours plus tard[3].